# Gare de Krasna Mohyla
 (novembre 2024).
Si vous disposez d'ouvrages ou d'articles de référence ou si vous connaissez des sites web de qualité traitant du thème abordé ici, merci de compléter l'article en donnant les références utiles à sa vérifiabilité et en les liant à la section « Notes et références ».
La gare de Krasna Mohyla (en ukrainien : Красна Могила (станція)) est une gare du Réseau ferré de Donestk située dans la ville de Voznessenivka en Ukraine.

## Situation ferroviaire
C'est la gare qui abrite le service des douanes entre la Russie et l'Ukraine, entre Goukovo et Dovjansk.
La ligne ferroviaire en provenance et vers Debaltseve s'y trouve.

## Histoire
Elle fut mise en service en 1878 sur la ligne Debaltseve-Krasna Mohyla.

### Desserte

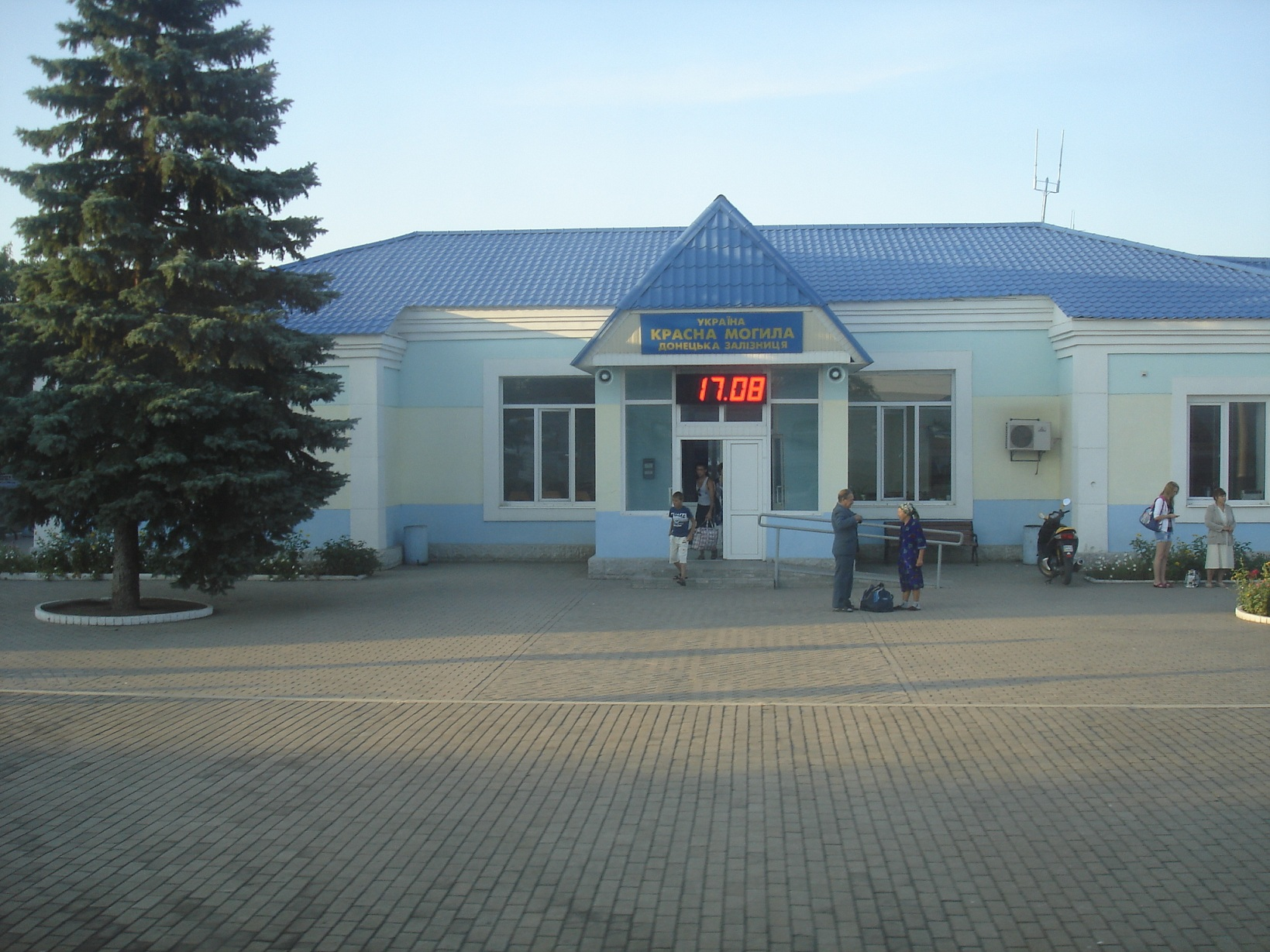
La façade côté rue en 2011.